# Clasificación de UEFA para la Copa Mundial de Fútbol de 1990
Para la Copa Mundial de Fútbol de 1990, un total de 32 seleccionados de la UEFA compitieron por 14 cupos directos a la fase final. Italia estaba clasificada automáticamente como anfitrión. El proceso de calificación se inició el 21 de mayo de 1988 y terminó el 18 de noviembre de 1989.

## Formato
Los equipos se encuadraron en siete grupos: cuatro grupos de cinco equipos y tres de cuatro equipos. Los siete ganadores se clasificaron automáticamente. Los subcampeones de los cuatro grupos de cinco equipos (grupos 3, 5, 6 y 7) también se clasificaron. Los dos mejores subcampeones de los tres grupos de cuatro equipos (grupos 1, 2 y 4) también se clasificaron. Por lo tanto, un segundo de grupo fue eliminado, el que tuvo menor cantidad de puntos.

## Sorteo
El sorteo de los grupos de clasificación se celebró en Zürich (Suiza) el 12 de diciembre de 1987. De 5 bombos se extrajeron los equipos en los 7 grupos. Diez días antes del sorteo se anunciaron los cabezas de serie.
| Bombo A                                                                      | Bombo B                                                                     | Bombo C                                                                  | Bombo D                                                 | Bombo E                         |
| ---------------------------------------------------------------------------- | --------------------------------------------------------------------------- | ------------------------------------------------------------------------ | ------------------------------------------------------- | ------------------------------- |
| Alemania Federal Inglaterra España Unión Soviética Dinamarca Bélgica Francia | Bulgaria Países Bajos Polonia Alemania Democrática Portugal Escocia Hungría | Rumania Suecia Gales Irlanda del Norte Austria Checoslovaquia Yugoslavia | Irlanda Grecia Suiza Finlandia Islandia Noruega Albania | Turquía Malta Luxemburgo Chipre |

## Resultados

### Grupo 1
| Pos. | Equipo    | Pts. | PJ | G | E | P | GF | GC | Dif. | Clasificación        |
| ---- | --------- | ---- | -- | - | - | - | -- | -- | ---- | -------------------- |
| 1    | Rumania   | 9    | 6  | 4 | 1 | 1 | 10 | 5  | +5   | Copa Mundial de 1990 |
| 2    | Dinamarca | 8    | 6  | 3 | 2 | 1 | 15 | 6  | +9   |                      |
| 3    | Grecia    | 4    | 6  | 1 | 2 | 3 | 3  | 15 | −12  |                      |
| 4    | Bulgaria  | 3    | 6  | 1 | 1 | 4 | 6  | 8  | −2   |                      |

 Fuente: [cita requerida]
| 19 de octubre de 1988 | Grecia                | 1:1 (1:0) | Dinamarca            | Estadio Olímpico Spyros Louis, Atenas, Grecia             |                                                           |
|                       | Tasos Mitropoulos 41' |           | 56' Flemming Povlsen | Asistencia: 19.349 espectadores Árbitro(s): Dušan Krchňák | Asistencia: 19.349 espectadores Árbitro(s): Dušan Krchňák |

| 19 de octubre de 1988 | Bulgaria         | 1:3 (1:1) | Rumania                                    | Estadio Nacional Vasil Levski, Sofía, Bulgaria                 |                                                                |
|                       | Hristo Kolev 31' |           | 25' Dorin Mateuț · 79' 89' Rodion Cămătaru | Asistencia: 60.000 espectadores Árbitro(s): Michał Listkiewicz | Asistencia: 60.000 espectadores Árbitro(s): Michał Listkiewicz |

| 2 de noviembre de 1988 | Rumania                                               | 3:0 (2:0) | Grecia | Stadionul Steaua, Bucarest, Rumania                           |                                                               |
|                        | Dorin Mateuț 26' · Gheorghe Hagi 40' · Ioan Sabău 84' |           |        | Asistencia: 15.000 espectadores Árbitro(s): Hubert Forstinger | Asistencia: 15.000 espectadores Árbitro(s): Hubert Forstinger |

| 2 de noviembre de 1988 | Dinamarca       | 1:1 (1:1) | Bulgaria         | Idrætsparken, Copenhague, Dinamarca                      |                                                          |
|                        | Lars Elstrup 8' |           | 38' Ayan Sadakov | Asistencia: 34.600 espectadores Árbitro(s): George Smith | Asistencia: 34.600 espectadores Árbitro(s): George Smith |

| 26 de abril de 1989 | Grecia | 0:0 (0:0) | Rumania | Estadio Olímpico Spyros Louis, Atenas, Grecia                |  |
|                     |        |           |         | Asistencia: 15.000 espectadores Árbitro(s): Aron Schmidhuber |  |

| 26 de abril de 1989 | Bulgaria | 0:2 (0:1) | Dinamarca                                | Estadio Nacional Vasil Levski, Sofía, Bulgaria           |                                                          |
|                     |          |           | 41' Flemming Povlsen · 89' Brian Laudrup | Asistencia: 37.000 espectadores Árbitro(s): Alain Delmer | Asistencia: 37.000 espectadores Árbitro(s): Alain Delmer |

| 17 de mayo de 1989 | Rumania              | 1:0 (1:0) | Bulgaria | Stadionul Steaua, Bucarest, Rumania                          |                                                              |
|                    | Gheorghe Popescu 35' |           |          | Asistencia: 30.000 espectadores Árbitro(s): Sergei Khusainov | Asistencia: 30.000 espectadores Árbitro(s): Sergei Khusainov |

| 17 de mayo de 1989 | Dinamarca | 7:1 (1:1) | Grecia              | Idrætsparken, Copenhague, Dinamarca                       |                                                           |
|                    | Brian Laudrup 24' · Jan Bartram 47' · Kent Nielsen 55' · Flemming Povlsen 56' · Kim Vilfort 79' · Henrik Andersen 85' · Michael Laudrup 89' |           | 39' Kostas Mavridis | Asistencia: 40.000 espectadores Árbitro(s): Keith Hackett | Asistencia: 40.000 espectadores Árbitro(s): Keith Hackett |

| 11 de octubre de 1989 | Bulgaria                                                                            | 4:0 (0:0) | Grecia | Estadio Yuri Gagarin, Varna, Bulgaria                      |                                                            |
|                       | Trifon Ivanov 72' · Kalin Bankov 76' · Bozhidar Iskrenov 79' · Hristo Stoichkov 88' |           |        | Asistencia: 15.000 espectadores Árbitro(s): Rolf Blattmann | Asistencia: 15.000 espectadores Árbitro(s): Rolf Blattmann |

| 11 de octubre de 1989 | Dinamarca                                                  | 3:0 (2:0) | Rumania | Idrætsparken, Copenhague, Dinamarca                         |                                                             |
|                       | Kent Nielsen 4' · Brian Laudrup 26' · Flemming Povlsen 85' |           |         | Asistencia: 45.400 espectadores Árbitro(s): Claude Bouillet | Asistencia: 45.400 espectadores Árbitro(s): Claude Bouillet |

| 15 de noviembre de 1989 | Grecia             | 1:0 (0:0) | Bulgaria | Estadio Olímpico Spyros Louis, Atenas, Grecia             |                                                           |
|                         | Nikos Nioplias 49' |           |          | Asistencia: 1.500 espectadores Árbitro(s): Zoran Petrović | Asistencia: 1.500 espectadores Árbitro(s): Zoran Petrović |

| 15 de noviembre de 1989 | Rumania                                | 3:1 (2:1) | Dinamarca           | Stadionul Steaua, Bucarest, Rumania                      |                                                          |
|                         | Gavril Balint 25' 61' · Ioan Sabău 38' |           | 6' Flemming Povlsen | Asistencia: 30.000 espectadores Árbitro(s): Tulio Lanese | Asistencia: 30.000 espectadores Árbitro(s): Tulio Lanese |

### Grupo 2
| Pos. | Equipo     | Pts. | PJ | G | E | P | GF | GC | Dif. | Clasificación        |
| ---- | ---------- | ---- | -- | - | - | - | -- | -- | ---- | -------------------- |
| 1    | Suecia     | 10   | 6  | 4 | 2 | 0 | 9  | 3  | +6   | Copa Mundial de 1990 |
| 2    | Inglaterra | 9    | 6  | 3 | 3 | 0 | 10 | 0  | +10  | Copa Mundial de 1990 |
| 3    | Polonia    | 5    | 6  | 2 | 1 | 3 | 4  | 8  | −4   |                      |
| 4    | Albania    | 0    | 6  | 0 | 0 | 6 | 3  | 15 | −12  |                      |

 Fuente: [cita requerida]
| 19 de octubre de 1988 | Inglaterra | 0:0 (0:0) | Suecia | Estadio de Wembley, Londres, Inglaterra                   |  |
|                       |            |           |        | Asistencia: 65.628 espectadores Árbitro(s): Gérard Biguet |  |

| 19 de octubre de 1988 | Polonia                | 1:0 (0:0) | Albania | Estadio de Silesia, Chorzów, Polonia                       |                                                            |
|                       | Krzysztof Warzycha 78' |           |         | Asistencia: 35.000 espectadores Árbitro(s): Mircea Salomir | Asistencia: 35.000 espectadores Árbitro(s): Mircea Salomir |

| 5 de noviembre de 1988 | Albania        | 1:2 (1:0) | Suecia                                  | Estadio Qemal Stafa, Tirana, Albania                       |                                                            |
|                        | Ylli Shehu 33' |           | 68' Hans Holmqvist · 71' Johnny Ekström | Asistencia: 20.000 espectadores Árbitro(s): Yusuf Namoglou | Asistencia: 20.000 espectadores Árbitro(s): Yusuf Namoglou |

| 8 de marzo de 1989 | Albania | 0:2 (0:1) | Inglaterra                         | Estadio Qemal Stafa, Tirana, Albania                          |                                                               |
|                    |         |           | 16' John Barnes · 63' Bryan Robson | Asistencia: 30.000 espectadores Árbitro(s): John Blankenstein | Asistencia: 30.000 espectadores Árbitro(s): John Blankenstein |

| 26 de abril de 1989 | Inglaterra                                                                        | 5:0 (2:0) | Albania | Estadio de Wembley, Londres, Inglaterra                 |                                                         |
|                     | Gary Lineker 5' · Peter Beardsley 12' 64' · Chris Waddle 72' · Paul Gascoigne 88' |           |         | Asistencia: 60.602 espectadores Árbitro(s): Einar Halle | Asistencia: 60.602 espectadores Árbitro(s): Einar Halle |

| 7 de mayo de 1989 | Suecia                               | 2:1 (0:0) | Polonia                 | Estadio Råsunda, Estocolmo, Suecia                             |                                                                |
|                   | Roger Ljung 85' · Niclas Larsson 90' |           | 87' Ryszard Tarasiewicz | Asistencia: 35.032 espectadores Árbitro(s): Kurt Röthlisberger | Asistencia: 35.032 espectadores Árbitro(s): Kurt Röthlisberger |

| 3 de junio de 1989 | Inglaterra                                         | 3:0 (1:0) | Polonia | Estadio de Wembley, Londres, Inglaterra                   |                                                           |
|                    | Gary Lineker 23' · John Barnes 72' · Neil Webb 83' |           |         | Asistencia: 69.203 espectadores Árbitro(s): Luigi Agnolin | Asistencia: 69.203 espectadores Árbitro(s): Luigi Agnolin |

| 6 de septiembre de 1989 | Suecia | 0:0 (0:0) | Inglaterra | Estadio Råsunda, Estocolmo, Suecia                            |  |
|                         |        |           |            | Asistencia: 38.588 espectadores Árbitro(s): Hubert Forstinger |  |

| 8 de octubre de 1989 | Suecia                                                     | 3:1 (1:1) | Albania         | Estadio Råsunda, Estocolmo, Suecia                               |                                                                  |
|                      | Mats Magnusson 20' · Klas Ingesson 55' · Leif Engqvist 89' |           | 8' Sokol Kushta | Asistencia: 32.423 espectadores Árbitro(s): José Rosa dos Santos | Asistencia: 32.423 espectadores Árbitro(s): José Rosa dos Santos |

| 11 de octubre de 1989 | Polonia | 0:0 (0:0) | Inglaterra | Estadio de Silesia, Chorzów, Polonia                               |  |
|                       |         |           |            | Asistencia: 32.423 espectadores Árbitro(s): Emilio Soriano Aladrén |  |

| 25 de octubre de 1989 | Polonia | 0:2 (0:1) | Suecia                                 | Estadio de Silesia, Chorzów, Polonia                       |                                                            |
|                       |         |           | 34' Peter Larsson · 60' Johnny Ekström | Asistencia: 12.000 espectadores Árbitro(s): Wieland Ziller | Asistencia: 12.000 espectadores Árbitro(s): Wieland Ziller |

| 15 de noviembre de 1989 | Albania          | 1:2 (0:1) | Polonia                                    | Estadio Qemal Stafa, Tirana, Albania                     |                                                          |
|                         | Sokol Kushta 63' |           | 45' Ryszard Tarasiewicz · 85' Jacek Ziober | Asistencia: 10.000 espectadores Árbitro(s): George Smith | Asistencia: 10.000 espectadores Árbitro(s): George Smith |

### Grupo 3
| Pos. | Equipo               | Pts. | PJ | G | E | P | GF | GC | Dif. | Clasificación        |
| ---- | -------------------- | ---- | -- | - | - | - | -- | -- | ---- | -------------------- |
| 1    | Unión Soviética      | 11   | 8  | 4 | 3 | 1 | 11 | 4  | +7   | Copa Mundial de 1990 |
| 2    | Austria              | 9    | 8  | 3 | 3 | 2 | 9  | 9  | 0    | Copa Mundial de 1990 |
| 3    | Turquía              | 7    | 8  | 3 | 1 | 4 | 12 | 10 | +2   |                      |
| 4    | Alemania Democrática | 7    | 8  | 3 | 1 | 4 | 9  | 13 | −4   |                      |
| 5    | Islandia             | 6    | 8  | 1 | 4 | 3 | 6  | 11 | −5   |                      |

 Fuente: [cita requerida]
| 31 de agosto de 1988 | Islandia                | 1:1 (1:0) | Unión Soviética          | Laugardalsvöllur, Reikiavik, Islandia                  |                                                        |
|                      | Sigurður Grétarsson 10' |           | 75' Guennadi Litóvchenko | Asistencia: 7.982 espectadores Árbitro(s): Alan Snoddy | Asistencia: 7.982 espectadores Árbitro(s): Alan Snoddy |

| 12 de octubre de 1988 | Turquía          | 1:1 (0:0) | Islandia               | Estadio BJK İnönü, Estambul, Turquía                          |                                                               |
|                       | Ünal Karaman 73' |           | 62' Guðmundur Torfason | Asistencia: 25.680 espectadores Árbitro(s): Ovadia Ben Itzhak | Asistencia: 25.680 espectadores Árbitro(s): Ovadia Ben Itzhak |

| 19 de octubre de 1988 | Unión Soviética                                   | 2:0 (0:0) | Austria | Estadio Republicano, Kiev, Unión Soviética               |                                                          |
|                       | Alekséi Mijailichenko 46' · Aleksandr Zavárov 68' |           |         | Asistencia: 95.000 espectadores Árbitro(s): Rune Larsson | Asistencia: 95.000 espectadores Árbitro(s): Rune Larsson |

| 19 de octubre de 1988 | Alemania Democrática | 2:0 (1:0) | Islandia | Jahnsportpark, Berlín, Alemania Democrática             |                                                         |
|                       | Andreas Thom 34' 88' |           |          | Asistencia: 12.300 espectadores Árbitro(s): Einar Halle | Asistencia: 12.300 espectadores Árbitro(s): Einar Halle |

| 2 de noviembre de 1988 | Austria                                    | 3:2 (2:0) | Turquía                           | Estadio Ernst Happel, Viena, Austria                      |                                                           |
|                        | Anton Polster 38' · Andreas Herzog 42' 54' |           | 61' Feyyaz Uçar · 81' Tanju Çolak | Asistencia: 27.000 espectadores Árbitro(s): Tullio Lanese | Asistencia: 27.000 espectadores Árbitro(s): Tullio Lanese |

| 30 de noviembre de 1988 | Turquía                              | 3:1 (1:0) | Alemania Democrática | Estadio BJK İnönü, Estambul, Turquía                     |                                                          |
|                         | Tanju Çolak 23' 63' · Oğuz Çetin 69' |           | 76' Andreas Thom     | Asistencia: 42.000 espectadores Árbitro(s): Lajos Németh | Asistencia: 42.000 espectadores Árbitro(s): Lajos Németh |

| 12 de abril de 1989 | Alemania Democrática | 0:2 (0:1) | Turquía                             | Ernst-Grube-Stadion, Magdeburgo, Alemania Dem.           |                                                          |
|                     |                      |           | 21' Tanju Çolak · 88' Rıdvan Dilmen | Asistencia: 23.000 espectadores Árbitro(s): Jan Damgaard | Asistencia: 23.000 espectadores Árbitro(s): Jan Damgaard |

| 26 de abril de 1989 | Unión Soviética                                                    | 3:0 (3:0) | Alemania Democrática | Estadio Republicano, Kiev, Unión Soviética                |                                                           |
|                     | Ígor Dobrovolski 3' · Guennadi Litóvchenko 20' · Oleg Protásov 40' |           |                      | Asistencia: 100.000 espectadores Árbitro(s): Douglas Hope | Asistencia: 100.000 espectadores Árbitro(s): Douglas Hope |

| 10 de mayo de 1989 | Turquía | 0:1 (0:1) | Unión Soviética           | Estadio BJK İnönü, Estambul, Turquía                       |                                                            |
|                    |         |           | 41' Alekséi Mijailichenko | Asistencia: 45.000 espectadores Árbitro(s): Michel Vautrot | Asistencia: 45.000 espectadores Árbitro(s): Michel Vautrot |

| 20 de mayo de 1989 | Alemania Democrática | 1:1 (0:1) | Austria          | Zentralstadion, Leipzig, Alemania Democrática                   |                                                                 |
|                    | Ulf Kirsten 86'      |           | 3' Anton Polster | Asistencia: 22.000 espectadores Árbitro(s): Alphonse Constantin | Asistencia: 22.000 espectadores Árbitro(s): Alphonse Constantin |

| 31 de mayo de 1989 | Unión Soviética      | 1:1 (0:0) | Islandia            | Estadio Olímpico Luzhnikí, Moscú, Unión Soviética         |                                                           |
|                    | Ígor Dobrovolski 65' |           | 86' Atli Eðvaldsson | Asistencia: 60.654 espectadores Árbitro(s): Timo Keltonen | Asistencia: 60.654 espectadores Árbitro(s): Timo Keltonen |

| 14 de junio de 1989 | Islandia | 0:0 (0:0) | Austria | Laugardalsvöllur, Reikiavik, Islandia                   |  |
|                     |          |           |         | Asistencia: 10.535 espectadores Árbitro(s): Howard King |  |

| 23 de agosto de 1989 | Austria                                    | 2:1 (0:0) | Islandia               | Stadion Lehen, Salzburgo, Austria                           |                                                             |
|                      | Heimo Pfeifenberger 47' · Manfred Zsak 62' |           | 48' Ragnar Margeirsson | Asistencia: 16.000 espectadores Árbitro(s): Peter Mikkelsen | Asistencia: 16.000 espectadores Árbitro(s): Peter Mikkelsen |

| 6 de septiembre de 1989 | Austria | 0:0 (0:0) | Unión Soviética | Estadio Ernst Happel, Viena, Austria                      |  |
|                         |         |           |                 | Asistencia: 62.500 espectadores Árbitro(s): Keith Hackett |  |

| 6 de septiembre de 1989 | Islandia | 0:3 (0:0) | Alemania Democrática                                     | Laugardalsvöllur, Reikiavik, Islandia                   |                                                         |
|                         |          |           | 55' Matthias Sammer · 63' Rainer Ernst · 65' Thomas Doll | Asistencia: 7.124 espectadores Árbitro(s): Keith Cooper | Asistencia: 7.124 espectadores Árbitro(s): Keith Cooper |

| 20 de septiembre de 1989 | Islandia                | 2:1 (0:0) | Turquía         | Laugardalsvöllur, Reikiavik, Islandia                                   |                                                                         |
|                          | Pétur Pétursson 56' 72' |           | 85' Feyyaz Uçar | Asistencia: 3.451 espectadores Árbitro(s): José Francisco Pérez Sánchez | Asistencia: 3.451 espectadores Árbitro(s): José Francisco Pérez Sánchez |

| 8 de octubre de 1989 | Alemania Democrática                   | 2:1 (0:0) | Unión Soviética          | Sportforum Chemnitz, Karl-Marx-Stadt, Alemania Dem.  |                                                      |
|                      | Andreas Thom 81' · Matthias Sammer 83' |           | 74' Guennadi Litóvchenko | Asistencia: 15.900 espectadores Árbitro(s): Bo Helén | Asistencia: 15.900 espectadores Árbitro(s): Bo Helén |

| 25 de octubre de 1989 | Turquía                                 | 3:0 (1:0) | Austria | Estadio Ali Sami Yen, Estambul, Turquía                 |                                                         |
|                       | Rıdvan Dilmen 12' 52' · Feyyaz Uçar 60' |           |         | Asistencia: 33.465 espectadores Árbitro(s): Josef Marko | Asistencia: 33.465 espectadores Árbitro(s): Josef Marko |

| 15 de noviembre de 1989 | Unión Soviética       | 2:0 (0:0) | Turquía | Estadio Lokomotiv, Simferópol, Unión Soviética           |                                                          |
|                         | Oleg Protásov 68' 79' |           |         | Asistencia: 28.000 espectadores Árbitro(s): Dieter Pauly | Asistencia: 28.000 espectadores Árbitro(s): Dieter Pauly |

| 15 de noviembre de 1989 | Austria                  | 3:0 (2:0) | Alemania Democrática | Estadio Ernst Happel, Viena, Austria                     |                                                          |
|                         | Anton Polster 2' 23' 61' |           |                      | Asistencia: 55.000 espectadores Árbitro(s): Piotr Werner | Asistencia: 55.000 espectadores Árbitro(s): Piotr Werner |

### Grupo 4
| Pos. | Equipo           | Pts. | PJ | G | E | P | GF | GC | Dif. | Clasificación        |
| ---- | ---------------- | ---- | -- | - | - | - | -- | -- | ---- | -------------------- |
| 1    | Países Bajos     | 10   | 6  | 4 | 2 | 0 | 8  | 2  | +6   | Copa Mundial de 1990 |
| 2    | Alemania Federal | 9    | 6  | 3 | 3 | 0 | 13 | 3  | +10  | Copa Mundial de 1990 |
| 3    | Finlandia        | 3    | 6  | 1 | 1 | 4 | 4  | 16 | −12  |                      |
| 4    | Gales            | 2    | 6  | 0 | 2 | 4 | 4  | 8  | −4   |                      |

 Fuente: [cita requerida]
| 31 de agosto de 1988 | Finlandia | 0:4 (0:2) | Alemania Federal                                                 | Olympiastadion, Helsinki, Finlandia                    |                                                        |
|                      |           |           | 7' 15' Rudi Völler · 52' Lothar Matthäus · 87' Karl-Heinz Riedle | Asistencia: 31.693 espectadores Árbitro(s): Vadim Zhuk | Asistencia: 31.693 espectadores Árbitro(s): Vadim Zhuk |

| 14 de septiembre de 1988 | Países Bajos    | 1:0 (0:0) | Gales | Olympisch Stadion, Ámsterdam, Países Bajos               |                                                          |
|                          | Ruud Gullit 82' |           |       | Asistencia: 55.000 espectadores Árbitro(s): Jan Damgaard | Asistencia: 55.000 espectadores Árbitro(s): Jan Damgaard |

| 19 de octubre de 1988 | Gales                                | 2:2 (2:2) | Finlandia                              | Vetch Field, Swansea, Gales                                     |                                                                 |
|                       | Dean Saunders 16' · Aki Lahtinen 40' |           | 9' Kari Ukkonen · 44' Mixu Paatelainen | Asistencia: 9.603 espectadores Árbitro(s): Gudmundor Haraldsson | Asistencia: 9.603 espectadores Árbitro(s): Gudmundor Haraldsson |

| 19 de octubre de 1988 | Alemania Federal | 0:0 (0:0) | Países Bajos | Olympiastadion, Múnich, Alemania Federal                  |  |
|                       |                  |           |              | Asistencia: 73.000 espectadores Árbitro(s): Pietro D'Elia |  |

| 26 de abril de 1989 | Países Bajos         | 1:1 (0:0) | Alemania Federal      | De Kuip, Róterdam, Países Bajos                              |                                                              |
|                     | Marco van Basten 87' |           | 68' Karl-Heinz Riedle | Asistencia: 50.500 espectadores Árbitro(s): Erik Fredriksson | Asistencia: 50.500 espectadores Árbitro(s): Erik Fredriksson |

| 31 de mayo de 1989 | Gales | 0:0 (0:0) | Alemania Federal | Cardiff Arms Park, Cardiff, Gales                                |  |
|                    |       |           |                  | Asistencia: 30.000 espectadores Árbitro(s): Carlos Silva Valente |  |

| 31 de mayo de 1989 | Finlandia | 0:1 (0:0) | Países Bajos  | Olympiastadion, Helsinki, Finlandia                      |                                                          |
|                    |           |           | 87' Wim Kieft | Asistencia: 46.217 espectadores Árbitro(s): Piotr Werner | Asistencia: 46.217 espectadores Árbitro(s): Piotr Werner |

| 6 de septiembre de 1989 | Finlandia         | 1:0 (0:0) | Gales | Olympiastadion, Helsinki, Finlandia                           |                                                               |
|                         | Mika Lipponen 50' |           |       | Asistencia: 7.480 espectadores Árbitro(s): Siegfried Kirschen | Asistencia: 7.480 espectadores Árbitro(s): Siegfried Kirschen |

| 4 de octubre de 1989 | Alemania Federal                                                                                              | 6:1 (1:0) | Finlandia         | Westfalenstadion, Dortmund, Alemania Federal            |                                                         |
|                      | Andreas Möller 12' 80' · Pierre Littbarski 47' · Jürgen Klinsmann 53' · Rudi Völler 62' · Lothar Matthäus 84' |           | 72' Mika Lipponen | Asistencia: 40.000 espectadores Árbitro(s): Alan Snoddy | Asistencia: 40.000 espectadores Árbitro(s): Alan Snoddy |

| 11 de octubre de 1989 | Gales          | 1:2 (0:1) | Países Bajos                        | Racecourse Ground, Wrexham, Gales                      |                                                        |
|                       | Mark Bowen 89' |           | 13' Graeme Rutjes · 79' John Bosman | Asistencia: 9.025 espectadores Árbitro(s): Helmut Kohl | Asistencia: 9.025 espectadores Árbitro(s): Helmut Kohl |

| 15 de noviembre de 1989 | Países Bajos                                           | 3:0 (0:0) | Finlandia | De Kuip, Róterdam, Países Bajos                         |                                                         |
|                         | John Bosman 57' · Erwin Koeman 62' · Ronald Koeman 69' |           |           | Asistencia: 49.500 espectadores Árbitro(s): Egil Nervik | Asistencia: 49.500 espectadores Árbitro(s): Egil Nervik |

| 15 de noviembre de 1989 | Alemania Federal                    | 2:1 (1:1) | Gales             | Müngersdorfer Stadion, Colonia, Alemania Federal           |                                                            |
|                         | Rudi Völler 25' · Thomas Häßler 48' |           | 11' Malcolm Allen | Asistencia: 60.300 espectadores Árbitro(s): Michel Vautrot | Asistencia: 60.300 espectadores Árbitro(s): Michel Vautrot |

### Grupo 5
| Pos. | Equipo     | Pts. | PJ | G | E | P | GF | GC | Dif. | Clasificación        |
| ---- | ---------- | ---- | -- | - | - | - | -- | -- | ---- | -------------------- |
| 1    | Yugoslavia | 14   | 8  | 6 | 2 | 0 | 16 | 6  | +10  | Copa Mundial de 1990 |
| 2    | Escocia    | 10   | 8  | 4 | 2 | 2 | 12 | 12 | 0    | Copa Mundial de 1990 |
| 3    | Francia    | 9    | 8  | 3 | 3 | 2 | 10 | 7  | +3   |                      |
| 4    | Noruega    | 6    | 8  | 2 | 2 | 4 | 10 | 9  | +1   |                      |
| 5    | Chipre     | 1    | 8  | 0 | 1 | 7 | 6  | 20 | −14  |                      |

 Fuente: [cita requerida]

### Detalles de partidos
| 14 de septiembre de 1988 | Noruega              | 1:2 (1:1) | Escocia                           | Ullevaal Stadion, Oslo, Noruega                           |                                                           |
|                          | Jan Åge Fjørtoft 44' |           | 14' Paul McStay · 62' Mo Johnston | Asistencia: 22.769 espectadores Árbitro(s): Luigi Agnolin | Asistencia: 22.769 espectadores Árbitro(s): Luigi Agnolin |

| 28 de septiembre de 1988 | Francia               | 1:0 (0:0) | Noruega | Parque de los Príncipes, París, Francia                       |                                                               |
|                          | Jean-Pierre Papin 84' |           |         | Asistencia: 22.000 espectadores Árbitro(s): Günther Habermann | Asistencia: 22.000 espectadores Árbitro(s): Günther Habermann |

| 19 de octubre de 1988 | Escocia         | 1:1 (1:1) | Yugoslavia         | Hampden Park, Glasgow, Escocia                                    |                                                                   |
|                       | Mo Johnston 19' |           | 37' Srečko Katanec | Asistencia: 42.771 espectadores Árbitro(s): Karl-Heinz Tritschler | Asistencia: 42.771 espectadores Árbitro(s): Karl-Heinz Tritschler |

| 22 de octubre de 1988 | Chipre            | 1:1 (0:1) | Francia           | Estadio Makario, Nicosia, Chipre                                  |                                                                   |
|                       | Pambos Pittas 78' |           | 44' Daniel Xuereb | Asistencia: 2.700 espectadores Árbitro(s): Emilio Soriano Aladrén | Asistencia: 2.700 espectadores Árbitro(s): Emilio Soriano Aladrén |

| 2 de noviembre de 1988 | Chipre | 0:3 (0:0) | Noruega                                   | Estadio Tsirio, Limasol, Chipre                            |                                                            |
|                        |        |           | 57' 78' Gøran Sørloth · 90' Kjetil Osvold | Asistencia: 7.767 espectadores Árbitro(s): Edgar Azzopardi | Asistencia: 7.767 espectadores Árbitro(s): Edgar Azzopardi |

| 19 de noviembre de 1988 | Yugoslavia                                                  | 3:2 (1:1) | Francia                                | Estadio Partizán, Belgrado, Yugoslavia                      |                                                             |
|                         | Predrag Spasić 11' · Safet Sušić 76' · Dragan Stojković 82' |           | 3' Christian Perez · 68' Franck Sauzée | Asistencia: 7.489 espectadores Árbitro(s): Erik Fredriksson | Asistencia: 7.489 espectadores Árbitro(s): Erik Fredriksson |

| 11 de diciembre de 1988 | Yugoslavia                                         | 4:0 (3:0) | Chipre | Crvena Zvezda, Belgrado, Yugoslavia                     |                                                         |
|                         | Dejan Savićević 13' 33' 82' · Faruk Hadžibegić 44' |           |        | Asistencia: 15.246 espectadores Árbitro(s): Todor Kolev | Asistencia: 15.246 espectadores Árbitro(s): Todor Kolev |

| 8 de febrero de 1989 | Chipre                                        | 2:3 (1:1) | Escocia                                | Estadio Tsirio, Limasol, Chipre                                |                                                                |
|                      | Christos Koliantris 13' · Yiannos Ioannou 47' |           | 9' Mo Johnston · 54' 90' Richard Gough | Asistencia: 25.000 espectadores Árbitro(s): Siegfried Kirschen | Asistencia: 25.000 espectadores Árbitro(s): Siegfried Kirschen |

| 8 de marzo de 1988 | Escocia             | 2:0 (1:0) | Francia | Hampden Park, Glasgow, Escocia                            |                                                           |
|                    | Mo Johnston 28' 52' |           |         | Asistencia: 65.204 espectadores Árbitro(s): Jiri Stiegler | Asistencia: 65.204 espectadores Árbitro(s): Jiri Stiegler |

| 26 de abril de 1989 | Escocia                            | 2:1 (1:0) | Chipre              | Hampden Park, Glasgow, Escocia                                   |                                                                  |
|                     | Mo Johnston 26' · Ally McCoist 63' |           | 62' Floros Nicolaou | Asistencia: 50.081 espectadores Árbitro(s): Gudmundur Haraldsson | Asistencia: 50.081 espectadores Árbitro(s): Gudmundur Haraldsson |

| 29 de abril de 1989 | Francia | 0:0 (0:0) | Yugoslavia | Parque de los Príncipes, París, Francia                  |  |
|                     |         |           |            | Asistencia: 34.287 espectadores Árbitro(s): Tulio Lanese |  |

| 21 de mayo de 1989 | Noruega                                                   | 3:1 (3:1) | Chipre                  | Ullevaal Stadion, Oslo, Noruega                             |                                                             |
|                    | Kjetil Osvold 16' · Gøran Sørloth 34' · Rune Bratseth 35' |           | 44' Christos Koliantris | Asistencia: 10.271 espectadores Árbitro(s): Peter Mikkelsen | Asistencia: 10.271 espectadores Árbitro(s): Peter Mikkelsen |

| 14 de junio de 1989 | Noruega              | 1:2 (0:1) | Yugoslavia                                | Ullevaal Stadion, Oslo, Noruega                        |                                                        |
|                     | Jan Åge Fjørtoft 89' |           | 21' Dragan Stojković · 86' Zlatko Vujović | Asistencia: 22.740 espectadores Árbitro(s): Vadim Zhuk | Asistencia: 22.740 espectadores Árbitro(s): Vadim Zhuk |

| 5 de septiembre de 1989 | Noruega           | 1:1 (0:1) | Francia               | Ullevaal Stadion, Oslo, Noruega                        |                                                        |
|                         | Rune Bratseth 84' |           | 40' Jean-Pierre Papin | Asistencia: 8.564 espectadores Árbitro(s): Todor Kolev | Asistencia: 8.564 espectadores Árbitro(s): Todor Kolev |

| 6 de septiembre de 1989 | Yugoslavia                                                   | 3:1 (0:1) | Escocia          | Estadio Maksimir, Zagreb, Yugoslavia                              |                                                                   |
|                         | Srečko Katanec 52' · Gary Gillespie 58' · Zlatko Vujović 59' |           | 37' Gordon Durie | Asistencia: 42.500 espectadores Árbitro(s): Marcel van Langenhove | Asistencia: 42.500 espectadores Árbitro(s): Marcel van Langenhove |

| 11 de octubre de 1989 | Yugoslavia           | 1:0 (1:0) | Noruega | Estadio Koševo, Sarajevo, Yugoslavia                      |                                                           |
|                       | Faruk Hadžibegić 44' |           |         | Asistencia: 32.000 espectadores Árbitro(s): Yusuf Namoğlu | Asistencia: 32.000 espectadores Árbitro(s): Yusuf Namoğlu |

| 11 de octubre de 1989 | Francia                                                        | 3:0 (1:0) | Escocia | Parque de los Príncipes, París, Francia                        |                                                                |
|                       | Didier Deschamps 26' · Éric Cantona 63' · Jean-Philippe Durand |           |         | Asistencia: 25.000 espectadores Árbitro(s): Kurt Röthlisberger | Asistencia: 25.000 espectadores Árbitro(s): Kurt Röthlisberger |

| 28 de octubre de 1989 | Chipre            | 1:2 (1:1) | Yugoslavia                                | Estadio Olímpico Spyros Louis, Atenas, Grecia        |                                                      |
|                       | Pambos Pittas 38' |           | 5' Vujadin Stanojković · 49' Darko Pančev | Asistencia: 1.046 espectadores Árbitro(s): Ioan Igna | Asistencia: 1.046 espectadores Árbitro(s): Ioan Igna |

| 15 de noviembre de 1989 | Escocia          | 1:1 (1:0) | Noruega            | Hampden Park, Glasgow, Escocia                                 |                                                                |
|                         | Ally McCoist 44' |           | 89' Erland Johnsen | Asistencia: 63.987 espectadores Árbitro(s): Michał Listkiewicz | Asistencia: 63.987 espectadores Árbitro(s): Michał Listkiewicz |

| 18 de noviembre de 1989 | Francia                                  | 2:0 (1:0) | Chipre | Stadium de Toulouse, Toulouse, Francia                     |                                                            |
|                         | Didier Deschamps 25' · Laurent Blanc 75' |           |        | Asistencia: 34.687 espectadores Árbitro(s): Valeri Butenko | Asistencia: 34.687 espectadores Árbitro(s): Valeri Butenko |

### Grupo 6
| Pos. | Equipo            | Pts. | PJ | G | E | P | GF | GC | Dif. | Clasificación        |
| ---- | ----------------- | ---- | -- | - | - | - | -- | -- | ---- | -------------------- |
| 1    | España            | 13   | 8  | 6 | 1 | 1 | 20 | 3  | +17  | Copa Mundial de 1990 |
| 2    | Irlanda           | 12   | 8  | 5 | 2 | 1 | 10 | 2  | +8   | Copa Mundial de 1990 |
| 3    | Hungría           | 8    | 8  | 2 | 4 | 2 | 8  | 12 | −4   |                      |
| 4    | Irlanda del Norte | 5    | 8  | 2 | 1 | 5 | 6  | 12 | −6   |                      |
| 5    | Malta             | 2    | 8  | 0 | 2 | 6 | 3  | 18 | −15  |                      |

 Fuente: [cita requerida]
| 21-5-1988 | Irlanda del Norte                   | 3 – 0   | Malta | Windsor Park, Belfast                                              |                                                                    |
|           | Quinn 14' · Penney 23' · Clarke 25' | Reporte |       | Asistencia: 9,000 espectadores Árbitro(s): Carlos da Silva Valente | Asistencia: 9,000 espectadores Árbitro(s): Carlos da Silva Valente |

| 14-9-1988 | Irlanda del Norte | 0 – 0   | Irlanda | Windsor Park, Belfast                                      |                                                            |
|           |                   | Reporte |         | Asistencia: 19,873 espectadores Árbitro(s): Michel Vautrot | Asistencia: 19,873 espectadores Árbitro(s): Michel Vautrot |

| 19-10-1988 | Hungría    | 1 – 0   | Irlanda del Norte | Népstadion, Budapest                                           |                                                                |
|            | Vincze 84' | Reporte |                   | Asistencia: 18,000 espectadores Árbitro(s): Kurt Röthlisberger | Asistencia: 18,000 espectadores Árbitro(s): Kurt Röthlisberger |

| 16-11-1988 | España                      | 2 – 0   | Irlanda | Estadio Benito Villamarín, Sevilla                         |                                                            |
|            | Manolo 52' · Butragueño 66' | Reporte |         | Asistencia: 50,000 espectadores Árbitro(s): Yuri Savchenko | Asistencia: 50,000 espectadores Árbitro(s): Yuri Savchenko |

| 11-12-1988 | Malta            | 2 – 2   | Hungría                 | Ta' Qali National Stadium, Attard                               |                                                                 |
|            | Busuttil 46' 90' | Reporte | Vincze 5' · Kiprich 56' | Asistencia: 9,964 espectadores Árbitro(s): Georgios Koukoulakis | Asistencia: 9,964 espectadores Árbitro(s): Georgios Koukoulakis |

| 21-12-1988 | España                                                                      | 4 – 0   | Irlanda del Norte | Estadio Ramón Sánchez Pizjuán, Sevilla                            |                                                                   |
|            | Rogan 30' (a.g.) · Butragueño 55' · Míchel 60' (pen.) · McDonald 64' (a.g.) | Reporte |                   | Asistencia: 70,000 espectadores Árbitro(s): Marcel van Langenhove | Asistencia: 70,000 espectadores Árbitro(s): Marcel van Langenhove |

| 22-1-1989 | Malta | 0 – 2   | España                               | Ta' Qali National Stadium, Attard                      |                                                        |
|           |       | Reporte | Míchel 15' (pen.) · Beguiristain 49' | Asistencia: 15,797 espectadores Árbitro(s): David Syme | Asistencia: 15,797 espectadores Árbitro(s): David Syme |

| 8-2-1989 | Irlanda del Norte | 0 – 2   | España                   | Windsor Park, Belfast                                    |                                                          |
|          |                   | Reporte | Andrinúa 3' · Manolo 84' | Asistencia: 15,000 espectadores Árbitro(s): Dieter Pauly | Asistencia: 15,000 espectadores Árbitro(s): Dieter Pauly |

| 8-3-1989 | Hungría | 0 – 0   | Irlanda | Népstadion, Budapest                                       |                                                            |
|          |         | Reporte |         | Asistencia: 33,966 espectadores Árbitro(s): Zoran Petrović | Asistencia: 33,966 espectadores Árbitro(s): Zoran Petrović |

| 23-3-1989 | España                                 | 4 – 0   | Malta | Estadio Benito Villamarín, Sevilla                         |                                                            |
|           | Míchel 38' 68' (pen.) · Manolo 71' 80' | Reporte |       | Asistencia: 41,500 espectadores Árbitro(s): Georges Sandoz | Asistencia: 41,500 espectadores Árbitro(s): Georges Sandoz |

| 12-4-1989 | Hungría         | 1 – 1   | Malta       | Népstadion, Budapest                                   |                                                        |
|           | Boda 49' (pen.) | Reporte | Busuttil 7' | Asistencia: 25,000 espectadores Árbitro(s): Arie Frost | Asistencia: 25,000 espectadores Árbitro(s): Arie Frost |

| 26-4-1989 | Malta | 0 – 2   | Irlanda del Norte        | Ta' Qali National Stadium, Attard                           |                                                             |
|           |       | Reporte | Clarke 55' · O'Neill 73' | Asistencia: 15,150 espectadores Árbitro(s): Silviu Petrescu | Asistencia: 15,150 espectadores Árbitro(s): Silviu Petrescu |

| 26-4-1989 | Irlanda           | 1 – 0   | España | Lansdowne Road, Dublín                                      |                                                             |
|           | Míchel 15' (a.g.) | Reporte |        | Asistencia: 49,600 espectadores Árbitro(s): Horst Brummeier | Asistencia: 49,600 espectadores Árbitro(s): Horst Brummeier |

| 28-5-1989 | Irlanda                  | 2 – 0   | Malta | Lansdowne Road, Dublín                                           |                                                                  |
|           | Houghton 32' · Moran 55' | Reporte |       | Asistencia: 48,928 espectadores Árbitro(s): José Rosa dos Santos | Asistencia: 48,928 espectadores Árbitro(s): José Rosa dos Santos |

| 4-6-1989 | Irlanda                     | 2 – 0   | Hungría | Lansdowne Road, Dublín                                  |                                                         |
|          | McGrath 33' · Cascarino 80' | Reporte |         | Asistencia: 48,600 espectadores Árbitro(s): Egil Nervik | Asistencia: 48,600 espectadores Árbitro(s): Egil Nervik |

| 6-9-1989 | Irlanda del Norte | 1 – 2   | Hungría                 | Windsor Park, Belfast                                       |                                                             |
|          | Whiteside 89'     | Reporte | Kovács 13' · Bognár 44' | Asistencia: 8,000 espectadores Árbitro(s): Erik Fredriksson | Asistencia: 8,000 espectadores Árbitro(s): Erik Fredriksson |

| 11-10-1989 | Irlanda                                   | 3 – 0   | Irlanda del Norte | Lansdowne Road, Dublín                                    |                                                           |
|            | Whelan 42' · Cascarino 48' · Houghton 57' | Reporte |                   | Asistencia: 46,800 espectadores Árbitro(s): Pietro D'Elia | Asistencia: 46,800 espectadores Árbitro(s): Pietro D'Elia |

| 11-10-1989 | Hungría        | 2 – 2   | España                   | Népstadion, Budapest                                        |                                                             |
|            | Pintér 38' 82' | Reporte | Salinas 30' · Míchel 35' | Asistencia: 30,000 espectadores Árbitro(s): George Courtney | Asistencia: 30,000 espectadores Árbitro(s): George Courtney |

| 15-11-1989 | España                                                  | 4 – 0   | Hungría | Estadio Ramón Sánchez Pizjuán, Sevilla                    |                                                           |
|            | Manolo 7' · Butragueño 24' · Juanito 40' · Fernando 63' | Reporte |         | Asistencia: 20,000 espectadores Árbitro(s): Gérard Biguet | Asistencia: 20,000 espectadores Árbitro(s): Gérard Biguet |

| 15-11-1989 | Malta | 0 – 2   | Irlanda                 | Ta' Qali National Stadium, Attard                          |                                                            |
|            |       | Reporte | Aldridge 31' 68' (pen.) | Asistencia: 21,942 espectadores Árbitro(s): Jaap Uilenberg | Asistencia: 21,942 espectadores Árbitro(s): Jaap Uilenberg |

### Grupo 7
| Pos. | Equipo         | Pts. | PJ | G | E | P | GF | GC | Dif. | Clasificación        |
| ---- | -------------- | ---- | -- | - | - | - | -- | -- | ---- | -------------------- |
| 1    | Bélgica        | 12   | 8  | 4 | 4 | 0 | 15 | 5  | +10  | Copa Mundial de 1990 |
| 2    | Checoslovaquia | 12   | 8  | 5 | 2 | 1 | 13 | 3  | +10  | Copa Mundial de 1990 |
| 3    | Portugal       | 10   | 8  | 4 | 2 | 2 | 11 | 8  | +3   |                      |
| 4    | Suiza          | 5    | 8  | 2 | 1 | 5 | 10 | 14 | −4   |                      |
| 5    | Luxemburgo     | 1    | 8  | 0 | 1 | 7 | 3  | 22 | −19  |                      |

 Fuente: [cita requerida]
| 21-9-1988 | Luxemburgo  | 1 – 4   | Suiza                                                    | Stade Municipal, Luxembourg                                   |                                                               |
|           | Langers 80' | Reporte | A. Sutter 1' · Turkyilmaz 21' (pen.) 53' · B. Sutter 28' | Asistencia: 2,092 espectadores Árbitro(s): Ignace van Swieten | Asistencia: 2,092 espectadores Árbitro(s): Ignace van Swieten |

| 18-10-1988 | Luxemburgo | 0 – 2   | Checoslovaquia           | Stade de la Frontière, Esch-sur-Alzette                |                                                        |
|            |            | Reporte | Hašek 25' · Chovanec 35' | Asistencia: 1,826 espectadores Árbitro(s): Dusan Čolić | Asistencia: 1,826 espectadores Árbitro(s): Dusan Čolić |

| 19-10-1988 | Bélgica      | 1 – 0   | Suiza | Heysel Stadium, Brussels                               |                                                        |
|            | Vervoort 30' | Reporte |       | Asistencia: 14,450 espectadores Árbitro(s): David Syme | Asistencia: 14,450 espectadores Árbitro(s): David Syme |

| 16-11-1988 | Checoslovaquia | 0 – 0   | Bélgica | Tehelné pole, Bratislava                                 |                                                          |
|            |                | Reporte |         | Asistencia: 47,182 espectadores Árbitro(s): Neil Midgley | Asistencia: 47,182 espectadores Árbitro(s): Neil Midgley |

| 16-11-1988 | Portugal  | 1 – 0   | Luxemburgo | Estádio do Bessa, Porto                                      |                                                              |
|            | Gomes 31' | Reporte |            | Asistencia: 5,925 espectadores Árbitro(s): Michael Caulfield | Asistencia: 5,925 espectadores Árbitro(s): Michael Caulfield |

| 15-2-1989 | Portugal    | 1 – 1   | Bélgica            | Estádio da Luz, Lisbon                                    |                                                           |
|           | Paneira 53' | Reporte | van der Linden 84' | Asistencia: 43,501 espectadores Árbitro(s): Gérard Biguet | Asistencia: 43,501 espectadores Árbitro(s): Gérard Biguet |

| 26-4-1989 | Portugal                                | 3 – 1   | Suiza     | Estádio da Luz, Lisbon                                |                                                       |
|           | João Pinto 48' · Rosa 56' · Paneira 69' | Reporte | Zuffi 64' | Asistencia: 18,460 espectadores Árbitro(s): Alan Gunn | Asistencia: 18,460 espectadores Árbitro(s): Alan Gunn |

| 29-4-1989 | Bélgica         | 2 – 1   | Checoslovaquia | Heysel Stadium, Brussels                                           |                                                                    |
|           | Degryse 29' 77' | Reporte | Luhový 41'     | Asistencia: 34,612 espectadores Árbitro(s): Emilio Soriano Aladrén | Asistencia: 34,612 espectadores Árbitro(s): Emilio Soriano Aladrén |

| 9-5-1989 | Checoslovaquia                          | 4 – 0   | Luxemburgo | Letná Stadium, Praga                                        |                                                             |
|          | Griga 6' · Skuhravý 76' 84' · Bílek 81' | Reporte |            | Asistencia: 16,350 espectadores Árbitro(s): Thomas Donnelly | Asistencia: 16,350 espectadores Árbitro(s): Thomas Donnelly |

| 1-6-1989                                      | Luxemburgo | 0 – 5   | Bélgica                                       | Stade Grimonprez Jooris, Lille, Francia                        |                                                                |
|                                               |            | Reporte | van der Linden 13' 52' 62' 89' · Vervoort 64' | Asistencia: 9,100 espectadores Árbitro(s): Borislav Alexandrov | Asistencia: 9,100 espectadores Árbitro(s): Borislav Alexandrov |
| Luxemburgo decidió jugar de local en Francia. |            |         |                                               |                                                                |                                                                |

| 7-6-1989 | Suiza | 0 – 1   | Checoslovaquia | Wankdorf Stadium, Bern                                  |                                                         |
|          |       | Reporte | Skuhravý 22'   | Asistencia: 33,000 espectadores Árbitro(s): Helmut Kohl | Asistencia: 33,000 espectadores Árbitro(s): Helmut Kohl |

| 6-9-1989 | Bélgica                                | 3 – 0   | Portugal | Heysel Stadium, Brussels                                  |                                                           |
|          | Ceulemans 34' · van der Linden 59' 69' | Reporte |          | Asistencia: 28,250 espectadores Árbitro(s): Alexey Spirin | Asistencia: 28,250 espectadores Árbitro(s): Alexey Spirin |

| 20-9-1989 | Suiza                 | 1 – 2   | Portugal                     | Stade de la Maladière, Neuchâtel                                 |                                                                  |
|           | Turkyilmaz 28' (pen.) | Reporte | Futre 74' (pen.) · Águas 77' | Asistencia: 18,400 espectadores Árbitro(s): Georgios Koukoulakis | Asistencia: 18,400 espectadores Árbitro(s): Georgios Koukoulakis |

| 6-10-1989 | Checoslovaquia       | 2 – 1   | Portugal  | Letná Stadium, Praga                                         |                                                              |
|           | Bilek 11' (pen.) 82' | Reporte | Águas 74' | Asistencia: 29,809 espectadores Árbitro(s): Aron Schmidhuber | Asistencia: 29,809 espectadores Árbitro(s): Aron Schmidhuber |

| 11-10-1989                                                  | Luxemburgo | 0 – 3   | Portugal                   | Ludwigspark Stadion, Saarbrücken, Alemania Occidental   |                                                         |
|                                                             |            | Reporte | Águas 43' 53' · Barros 72' | Asistencia: 1,800 espectadores Árbitro(s): John Purcell | Asistencia: 1,800 espectadores Árbitro(s): John Purcell |
| Luxemburgo jugó su partido de local en Alemania Occidental. |            |         |                            |                                                         |                                                         |

| 11-10-1989 | Suiza                     | 2 – 2   | Bélgica                         | St. Jakob Stadium, Basel                                  |                                                           |
|            | Knup 50' · Turkyilmaz 68' | Reporte | Degryse 58' · Geiger 73' (a.g.) | Asistencia: 5,000 espectadores Árbitro(s): Lajos Hartmann | Asistencia: 5,000 espectadores Árbitro(s): Lajos Hartmann |

| 25-10-1989 | Checoslovaquia                          | 3 – 0   | Suiza | Letná Stadium, Praga                                 |                                                      |
|            | Skuhravý 17' · Bílek 86' · Moravčik 88' | Reporte |       | Asistencia: 33,759 espectadores Árbitro(s): Eeko Aho | Asistencia: 33,759 espectadores Árbitro(s): Eeko Aho |

| 25-10-1989 | Bélgica     | 1 – 1   | Luxemburgo  | Heysel Stadium, Brussels                                         |                                                                  |
|            | Versavel 7' | Reporte | Hellers 88' | Asistencia: 11,600 espectadores Árbitro(s): Guðmundur Haraldsson | Asistencia: 11,600 espectadores Árbitro(s): Guðmundur Haraldsson |

| 15-11-1989 | Portugal | 0 – 0   | Checoslovaquia | Estádio da Luz, Lisbon                                 |                                                        |
|            |          | Reporte |                | Asistencia: 40,000 espectadores Árbitro(s): David Syme | Asistencia: 40,000 espectadores Árbitro(s): David Syme |

| 15-11-1989 | Suiza                       | 2 – 1   | Luxemburgo | Espenmoos, St. Gallen                                        |                                                              |
|            | Bonvin 54' · Turkyilmaz 62' | Reporte | Malget 14' | Asistencia: 2,500 espectadores Árbitro(s): Ovadia Ben Itzhak | Asistencia: 2,500 espectadores Árbitro(s): Ovadia Ben Itzhak |

### Mejores segundos
| Pos. | Grp. | Equipo           | Pts. | PJ | G | E | P | GF | GC | Dif. | Clasificación        |
| ---- | ---- | ---------------- | ---- | -- | - | - | - | -- | -- | ---- | -------------------- |
| 1    | 4    | Alemania Federal | 9    | 6  | 3 | 3 | 0 | 13 | 3  | +10  | Copa Mundial de 1990 |
| 2    | 2    | Inglaterra       | 9    | 6  | 3 | 3 | 0 | 10 | 0  | +10  | Copa Mundial de 1990 |
| 3    | 1    | Dinamarca        | 8    | 6  | 3 | 2 | 1 | 15 | 6  | +9   |                      |

 Fuente: [cita requerida]

## Clasificados
| Italia (anfitrión) Alemania Federal Austria Bélgica Checoslovaquia Escocia España | Inglaterra Irlanda Países Bajos Rumania Suecia Unión Soviética Yugoslavia |